# Ronde Barber
Jamael Orondé Barber (* 7. April 1975 in Roanoke, Virginia) ist ein ehemaliger US-amerikanischer American-Football-Spieler. Er spielte 16 Jahre Cornerback und Safety bei den Tampa Bay Buccaneers in der National Football League (NFL).

## College
Barber wuchs zusammen mit seinem Bruder Tiki Barber, einem späteren Runningback der New York Giants in Roanoke auf und besuchte dort die Highschool. Neben Football betrieb er Ringen und Leichtathletik und wurde als Sprinter nationaler Meister. Sein Bruder und er erhielten ein Stipendium an der University of Virginia in Charlottesville und spielten dort für die Virginia Cavaliers College Football. Barber erzielte auf dem College 15 Interceptions und 154 Tackles. Er lief in allen 36 Spielen für die Cavaliers von Beginn an auf.

## NFL
1997 wurde Barber von den Tampa Bay Buccaneers in der dritten Runde an 66. Stelle der NFL Draft verpflichtet. Sein erstes Jahr bei der Mannschaft aus Tampa verlief für ihn enttäuschend, er kam lediglich in einem Spiel zum Einsatz. Im zweiten Jahr erhielt er durch seinen Head Coach Tony Dungy wesentlich mehr Einsatzzeit und lief in allen 16 Saisonspielen auf. Seine Schnelligkeit und seine Fangsicherheit verhalfen ihm zu einem Stammplatz. Im Jahr 2001 konnte er in der Regular Season zehn Pässe abfangen – das bedeutete Saisonrekord. Er wurde nach der Saison zum ersten Mal in den Pro Bowl gewählt.
2002 musste Barber mit zahlreichen Verletzungen kämpfen. Trotzdem wurde er in der Saison zum NFC Defensive Player of the Week gewählt, dem besten Abwehrspieler der National Football Conference (NFC) in einer Spielwoche. Mit ihm zogen die Buccaneers im gleichen Jahr unter ihrem neuen Head Coach Jon Gruden in das NFC Championship Game gegen die Philadelphia Eagles ein. Vier Sekunden vor Spielende konnte Barber einen Pass von Donovan McNabb abfangen und über 92 Yards in die gegnerische Endzone zu einem Touchdown zurücktragen. Die Buccaneers gewannen mit 27:10 und zogen in den Super Bowl ein. Im Super Bowl XXXVII besiegten sie mit ihrem Quarterback Brad Johnson die Oakland Raiders (Head Coach: Bill Callahan, Quarterback Rich Gannon) mit 48:21.
Im Jahr 2005 schaffte Barber es als erster Cornerback in der Geschichte der NFL, in seiner Karriere 20 Interceptions und 20 Sacks zu erzielen. Dies war vor ihm nur acht Verteidigern gelungen. Barber konnte in der Saison 2006 108 Tackles erzielen, drei Pässe abfangen und 20 Pässe abwehren. Er wurde erneut in den Pro Bowl gewählt.
Im Jahr 2012 wechselte er von der Position des Cornerbacks, auf die des Free Safeties. Er wehrte 13 Pässe ab, erzielte 91 Tackles, fing vier Interceptions für 160 Yards, und forcierte einen Fumble und einen geblockten Punt.
Am 8. Mai 2013 gab er seinen Rücktritt bekannt. 2023 wurde er in die Pro Football Hall of Fame aufgenommen.

## Ehrungen
Barber wurde fünfmal in den Pro Bowl gewählt.

## Abseits des Spielfelds
Ronde Barber und sein Bruder Tiki Barber machten 2006 Schlagzeilen, als beide ihrem ehemaligen College eine Million US-Dollar spendeten.